# Jacques Berthier (compositeur)
Pour les articles homonymes, voir Jacques Berthier et Berthier.
Jacques Berthier, né le 27 juin 1923 à Auxerre et mort le 27 juin 1994 à Paris 16e, est un compositeur et organiste français, connu entre autres pour sa large contribution à la composition des chants de la Communauté de Taizé,.

## Biographie
Né à Auxerre (Bourgogne), Jacques Berthier, fils de Paul Berthier, est initié par ses parents musiciens puis étudia le piano, l'orgue, l'harmonie et la composition. Après la guerre, il entre à l'École César-Franck de Paris où il a, entre autres professeurs, Édouard Souberbielle et Guy de Lioncourt, avec la fille duquel il se mariera.
Il est alors organiste de la cathédrale Saint-Étienne d'Auxerre succédant à son père Paul Berthier entre 1953 et 1960, puis de Saint-Ignace-de-Loyola, l'église des Jésuites à Paris, de 1961 à sa mort.
Par ailleurs, il est l´oncle (frère de sa mère) de la chanteuse France Gall et du musicien Denys Lable.
C'est en 1955 qu'il commence à composer pour Taizé, qui est alors une petite communauté monastique composée d'une vingtaine de frères. En 1975, la Communauté fait à nouveau appel à lui pour la composition de chants méditatifs, souvent brefs mais repris longuement, voie de la prière commune à Taizé. Ce concept liturgique est apporté par le défunt Frère Robert, qui recueille et rédige les textes avant de les envoyer à Berthier avec des directives de mise en forme. La capacité de ce dernier à trouver l'accent juste des mots, même dans des langues qui lui sont étrangères, et la créativité dont il fait preuve dans la mélodie et l'harmonie des voix ont contribué à la renommée de ce que l'on appelle souvent la « musique de Taizé ».
Parallèlement, Jacques Berthier compose pour les paroisses catholiques traditionnelles, pour les grands rassemblements, pour les communautés monastiques, dans un style très personnel et qui est toujours inspiré des modes grégoriens.
Il meurt chez lui à Paris le 27 juin 1994, jour de son 71e anniversaire, et tient à ce que sa propre musique ne soit pas jouée lors de ses funérailles à l'église Saint-Sulpice. En 2006, le Jubilate Deo Award lui est décerné à titre posthume, accepté par Frère Jean-Marie (Taizé).

## Œuvres
En plus de vingt ans, Berthier a laissé un important corpus (232 chants dans 20 langues différentes) aujourd'hui largement repris dans d'autres communautés et de par le monde. Il est également l'auteur de messes pour orgue, d'une cantate en forme de croix, d'une cantate pour Sainte Cécile ainsi que d'un Requiem.

### Livre de chants de Taizé
L'édition actuelle du livret de chant de la Communauté répertorie 71 chants de Jacques Berthier.
- 1 : Dans nos obscurités
- 2 : Wait for the Lord
- 3 : Bleibet hier
- 5 : Bless the Lord
- 7 : Notre âme attend
- 8 : C’est toi ma lampe
- 9 : Jésus le Christ
- 10 : Laudate Dominum
- 11 : Oculi nostri
- 12 : De noche
- 13 : Veni Creator (litanie)
- 14 : Tui amoris
- 15 : Ubi caritas
- 16 : Bénissez le Seigneur
- 17 : El Senyor
- 18 : Confitemini Domino
- 19 : Magnificat (canon)
- 20 : Adoramus te Christe
- 21 : Christe Salvator
- 22 : Veni Creator (canon)
- 23 : Laudate omnes gentes
- 24 : Singt dem Herrn
- 25 : Gloria... et in terra pax
- 26 : La ténèbre
- 29 : Ostende nobis
- 32 : Mon âme se repose
- 33 : Nunc dimittis
- 34 : Cantate Domino (canon)
- 35 : Bonum est confidere
- 36 : Spiritus Jesu Christi
- 37 : Jesus, remember me
- 38 : Psallite Deo
- 40 : Surrexit Christus
- 41 : Magnificat (choral)
- 43 : Veni Lumen (choral)
- 44 : Adoramus te O Christe
- 45 : Christus resurrexit
- 46 : In te confido
- 47 : Per crucem / Vater unser
- 48 : Crucem tuam
- 49 : Surrexit Dominus vere
- 50 : Nada te turbe
- 52 : Veni Sancte Spiritus
- 53 : Dona la pace Signore
- 54 : Toi, tu nous aimes
- 55 : Da pacem cordium
- 56 : Sanctum nomen Domini
- 57 : Vieni Spirito creatore
- 58 : Misericordias Domini
- 60 : O Christe Domine Jesu
- 61 : Jubilate Coeli
- 63 : Benedictus (canon)
- 65 : Dona nobis pacem
- 68 : Alleluia 4
- 69 : Alleluia 7
- 70 : Alleluia 8
- 71 : Alleluia 10
- 72 : Alleluia 11
- 79 : Kyrie eleison 1
- 80 : Kyrie eleison 5
- 81 : Kyrie eleison 6
- 82 : Kyrie eleison 8
- 83 : Kyrie eleison 9
- 84 : Kyrie eleison 10
- 85 : Kyrie eleison 12
- 86 : Kyrie eleison 13
- 91 : Veni Lumen cordium I
- 92 : Veni Lumen cordium II
- 117 : Nebojte se
- 141 : Bleib mit deiner Gnade
- 143 : Eat this bread / Jesus Christ, bread of life